# Cmentarz żydowski w Zambrowie
Cmentarz żydowski w Zambrowie – kirkut w Zambrowie powstał w 1828 w pobliżu drogi prowadzącej do Łomży (dzisiejsza ul. Łomżyńska). Został założony na skarpie nad rzeką Jabłonką, w odległości kilometra na północ od rynku miasta, będącego centrum osadnictwa żydowskiego w Zambrowie. Kirkut, powiększony w 1890 roku, zajmuje ok. 2,6 ha. Na ogrodzonym siatką terenie cmentarza zachowało się około 200 nagrobków.
Najstarsza odczytana macewa na zambrowskim kirkucie pochodzi z 1829 roku. Większość nagrobków, wykonana z głazów narzutowych, posiadała interesującą symbolikę i często była polichromowana. Po II wojnie światowej, kirkut – zapomniany i opuszczony – popadł w ruinę.